# Young Island (Balleny-Inseln)
Young Island ist die gleichsam nördlichste und westlichste der drei großen Balleny-Inseln, welche im Südlichen Ozean etwa 350 Kilometer vom antarktischen Festland entfernt liegen. Sie gehört zum Ross-Nebengebiet, dem von Neuseeland beanspruchten Antarktisterritorium.
Die unbewohnte und nahezu vollständig vergletscherte Insel ist in Nord-Süd-Richtung etwa 35 Kilometer lang und erreicht in Ost-West-Richtung eine Breite von 7,5 Kilometern. Sie weist eine Fläche von 225,4 km² auf und erreicht im Freeman Peak eine Höhe von 1340 m über dem Meer. Der Freeman Peak ist ein Stratovulkan und benannt nach Thomas Freeman, der am 9. Februar 1839 erstmals die Balleny Islands, genauer Sturge Island, betrat. Young Island selbst wurde erst am 12. Februar 1839 von John Balleny entdeckt.
Young Island liegt knapp nördlich des südlichen Polarkreises, etwa 30 Kilometer nordwestlich von Buckle Island. Sie ist von zahlreichen kleinen Eilanden und Felsen umgeben, von denen Borradaile Island mit 3,5 km² Fläche die größte ist.
Vor ungefähr 1,7 Mio. Jahren ereignete sich auf Young Island ein Vulkanausbruch der Stärke 7 auf der VEI-Skala, bei dem Material mit einem geschätzten Volumen von rund 100 km³ ausgeworfen wurde.